# ウルビーノ公夫妻像
『ウルビーノ公夫妻像』（ウルビーノこうふさいぞう、伊:Ritratto di Federico da Montefeltro e Battista Sforza）は、フェデリーコ・ダ・モンテフェルトロとバッティスタ・スフォルツァの肖像画（各々 47×33 cm）であり、イタリアのルネサンス期の巨匠、ピエロ・デラ・フランチェスカにより1465年から1472年ごろに制作された。ピエロは、1460年代にウルビーノ公フェデリーコ・ダ・モンテフェルトロの庇護により、その宮廷と関係ができた。バッティスタ公爵夫人を描いている絵画の左半分は、婦人の死後に制作された。板上のテンペラ画で、イタリア・ルネサンスの最も有名な作品のうちの一つである。フィレンツェのウフィツィ美術館 の第8号室にある。

## 構図
バッティスタとフェデリーコの横顔は、広大な風景の中で際立っている。この背景は、ピエロがウルビーノの誇り高い地主兼支配者として公爵と公爵夫人を讃えるのに役立っている。遠方まで続く風景はまた、夫妻の支配する広大な領土を示唆している。ピエロは空気遠近法を使用しており、風景は遠くになるほど輪郭はすべて朧なものになっている。作品の公爵と公爵夫人は感情を持っていないように見え、人間の欲望や、夫妻自身と公国の騒擾の影響は見られない。 公爵と公爵夫人の間の空間は、二人が支配した地域の象徴である。公爵夫人の肌の色は、ルネサンス時代に流行した美に関する慣習を尊重しているだけではない。画家は、その肌の色を死の蒼白さを表すものとして用いた。また、当時の最高のファッションとして、夫人の額を後退して見えるように描いた。フェデリーコは左を向いて描かれているが、そのため妻のほうを見ており、二人が絆を持っていることを示唆している。

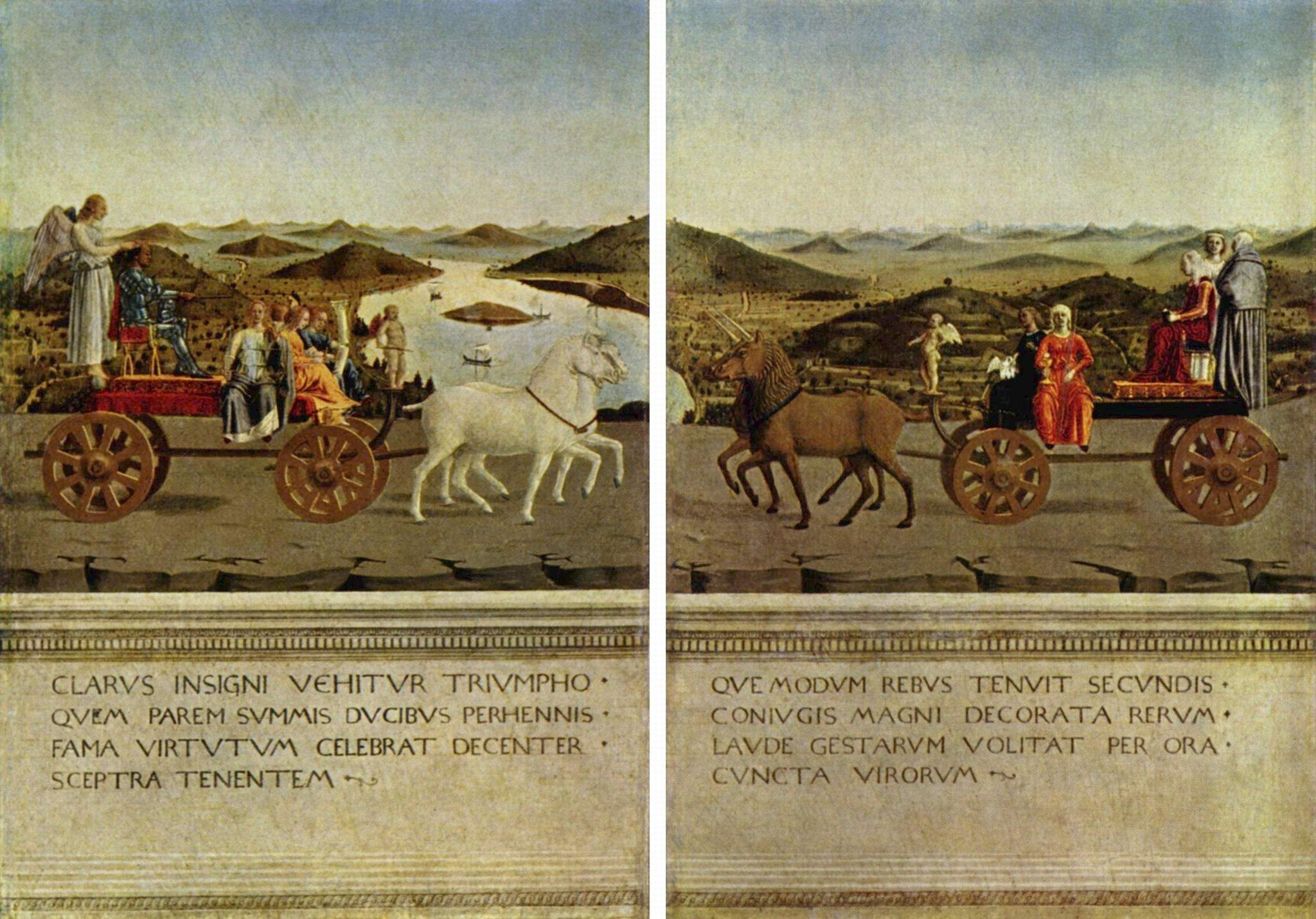
バッティスタ・スフォルツァとフェデリーコ・ダ・モンテフェルトロの肖像画の裏にある勝利の寓話の場面。

肖像画の裏側には、勝利の寓話の場面が描かれている。馬はフェデリーコの勝利の馬車を引っ張り、バッティスタの馬車はユニコーン (一角獣) に引っ張られている。二頭のユニコーンは、それぞれ純潔と忠実さを象徴している。「節制」、「不屈の精神」、「正義」、「慎重さ」の擬人像がフェデリーコの場馬車に座っているのに対し、バティスタは「貞操」と「謙虚さ」の擬人像を伴い、「慈善」と「信仰」の擬人像が馬車の前方に腰かけている。
肖像画の裏側の勝利の場面の下にある、ラテン語の碑文はフェデリーコとバッティスタの美徳を称賛している。フェデリーコの碑文は「その美徳の名声」を称賛し、バッティスタの碑文は彼女が「夫の業績により栄誉を受けている」と述べている。
ピエロが、当時イタリアでよく知られていたロヒール・ファン・デル・ウェイデンとヤン・ファン・エイクの作品を想起させる、柔和な色彩と光り輝く大気に倣っているのが顕著に見て取れる。おそらく、ピエロはフランドル様式を示す油彩の釉薬を使用して、この明るさの感覚を創造した。
人文主義者の影響は、バッティスタとフェデリーコの二重肖像画で明らかである。その影響として、表側の古代ローマの凱旋式を想起させる凱旋門や、古代の様式を示す、鋭利な輪郭線の、硬貨風の横顔の肖像が挙げられる。
14世紀の絵画の伝統と歩調を合わせるように、古代の硬貨の意匠から着想を得て、これら二人の人物を横顔で表している。横顔の角度により、「感情が透けて見えることなく、生き写しであることと、顔の細部の忠実な表現」が保証されている。